# Phyllonorycter fragilella
Phyllonorycter fragilella is een vlinder uit de familie van de mineermotten (Gracillariidae). De wetenschappelijke naam van de soort werd voor het eerst geldig gepubliceerd in 1878 door Frey & Boll.